# Altmühl
Die Altmühl ist ein 230 km langer Fluss in Bayern, der nach einem zunächst nach Südosten gerichteten und dann ostwärtigen Verlauf bei Kelheim von links mit einer mittleren Wasserführung von gut 24 m³/s in die Donau mündet. Ihre letzten 34 km ab Dietfurt wurden zum südöstlichen Teilstück des Main-Donau-Kanals ausgebaut.

## Namensherkunft
Seit dem 8. Jahrhundert ist der Name des Flusses unter anderem in den Formen Alcmona, Alchmona und Alcmana überliefert. Schon um 150 n. Chr. hatte Klaúdios Ptolemaíos eine Ortschaft Polis Alkimoennis erwähnt, deren Lage dem heutigen Kelheim entsprach, wo auf dem Michelsberg Reste einer stadtartigen keltischen Siedlung gefunden wurden.
Daher gilt der Name Altmühl als eine volksetymologische Umformung eines älteren Gewässernamens. 
Über dessen Bedeutung gibt es unterschiedliche Vermutungen: Einige Sprachwissenschaftler meinen, der von Ptolemäus erwähnte Ortsname könne auf den Fluss übertragen worden sein, und deuten den keltischen Namen *Alkimonnia als 'Berg mit Abwehr'. Ähnliche Wortbestandteile von Schutz und Höhe sieht eine Deutung als primärer Flussname: Gewässer, das bei einem schützenden Höhenzug mündet. Andere keltische Wortebestandteile, alk (= sehr) und dem keltischen moin oder mun (= sanft, ruhig, still) ließen sich als Beschreibung des Flusslaufes deuten, die Altmühl als sehr ruhiger, stiller, sanfter Fluss. Trotz der keltischen Vergangenheit Süddeutschlands gab es auch den Versuch, den Wortbestandteil 'Alk-' auf das göttliche Brüderpaar  Alcizurückzuführen, das von den Nahanarvalern verehrt wurde, einem Teilstamm der germanischen Lugier.

## Einzugsgebiet und Flusslauf

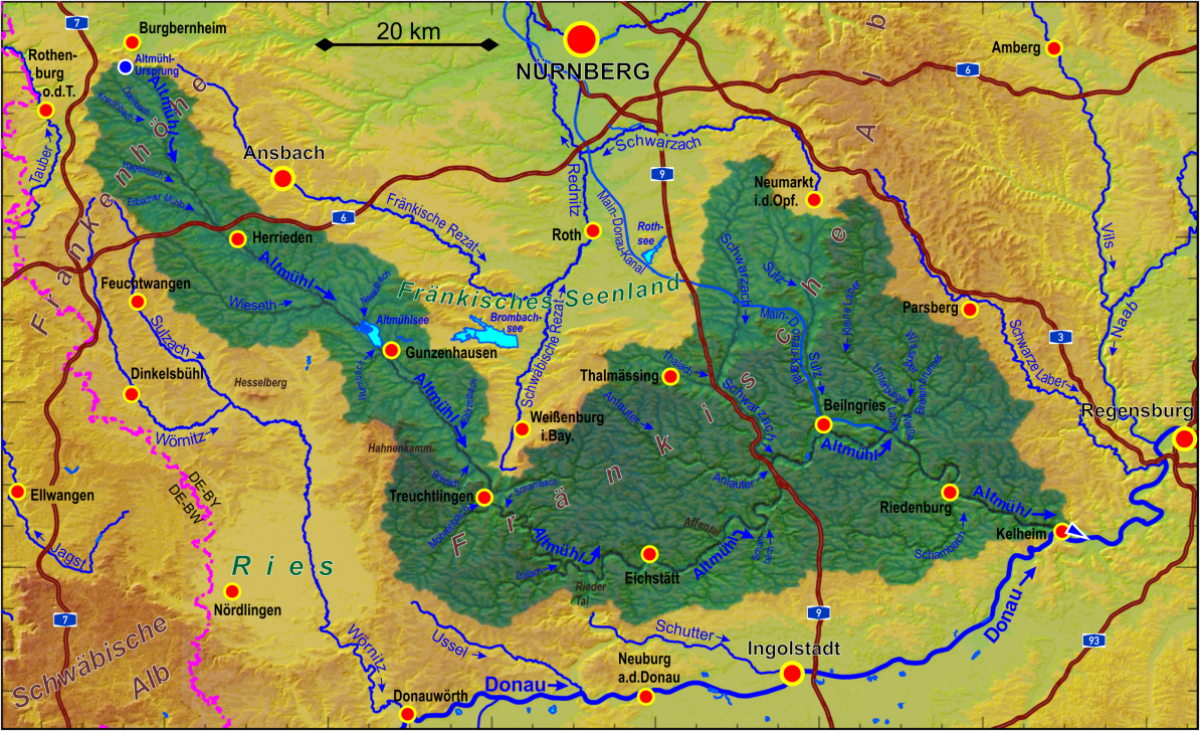
Natürliches Einzugsgebiet der Altmühl (ohne Rückhaltebecken und Kanäle)

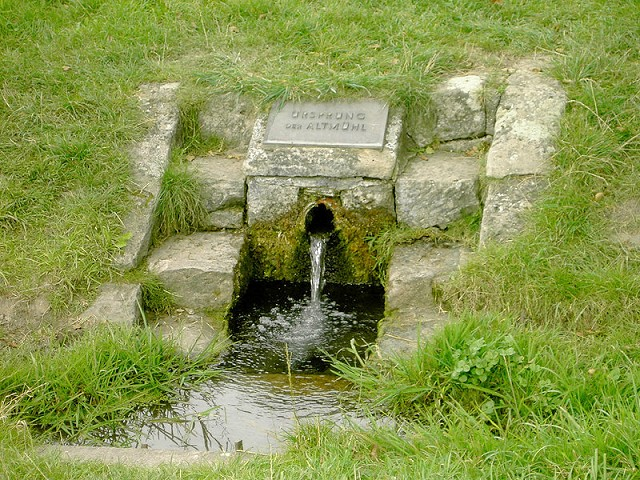
Ein anderer genannter „Ursprung“ der Altmühl liegt bei der Siedlung Erlach

Das 3258 km² große Einzugsgebiet der Altmühl umfasst den südlichen Teil der Fränkischen Alb sowie einen schmalen Streifen des der Fränkischen Alb im Nordwesten vorgelagerten
Fränkischen Keuper-Lias-Landes bis hin zum Abbruch der Frankenhöhe zur Windsheimer Bucht. Höchster Punkt des Einzugsgebiets ist der 656 m hohe
Dürrenberg ca. 11 km südlich von Gunzenhausen.
Die Altmühl entspringt auf dem südlichen Abhang des fränkischen Landrückens nordöstlich von Rothenburg ob der Tauber, bei der Hohen Leite und etwa 500 m südöstlich der Burgbernheimer Einöde Wildbad. Als ihre Quelle legte das Königliche Bayerische Hydrotechnische Bureau zu München 1904 den Abflussgraben des Hornauer Weihers fest. Dieser wird von einigen Bächen gespeist; inzwischen wird die Quelle eines von ihnen als Altmühlursprung angesehen. Die Altmühl entspringt also knapp südlich der großen Europäischen Wasserscheide und fließt dann hauptsächlich in südöstliche Richtung. Sie ist der gefälleärmste Fluss in Bayern, fließt sehr langsam und gehört sogar zu den langsamsten deutschen Flüssen. Die Altmühl ist außerdem der längste Fluss, der ausschließlich innerhalb eines deutschen Bundeslandes verläuft.
Die Altmühl kann in drei Teile gegliedert werden.

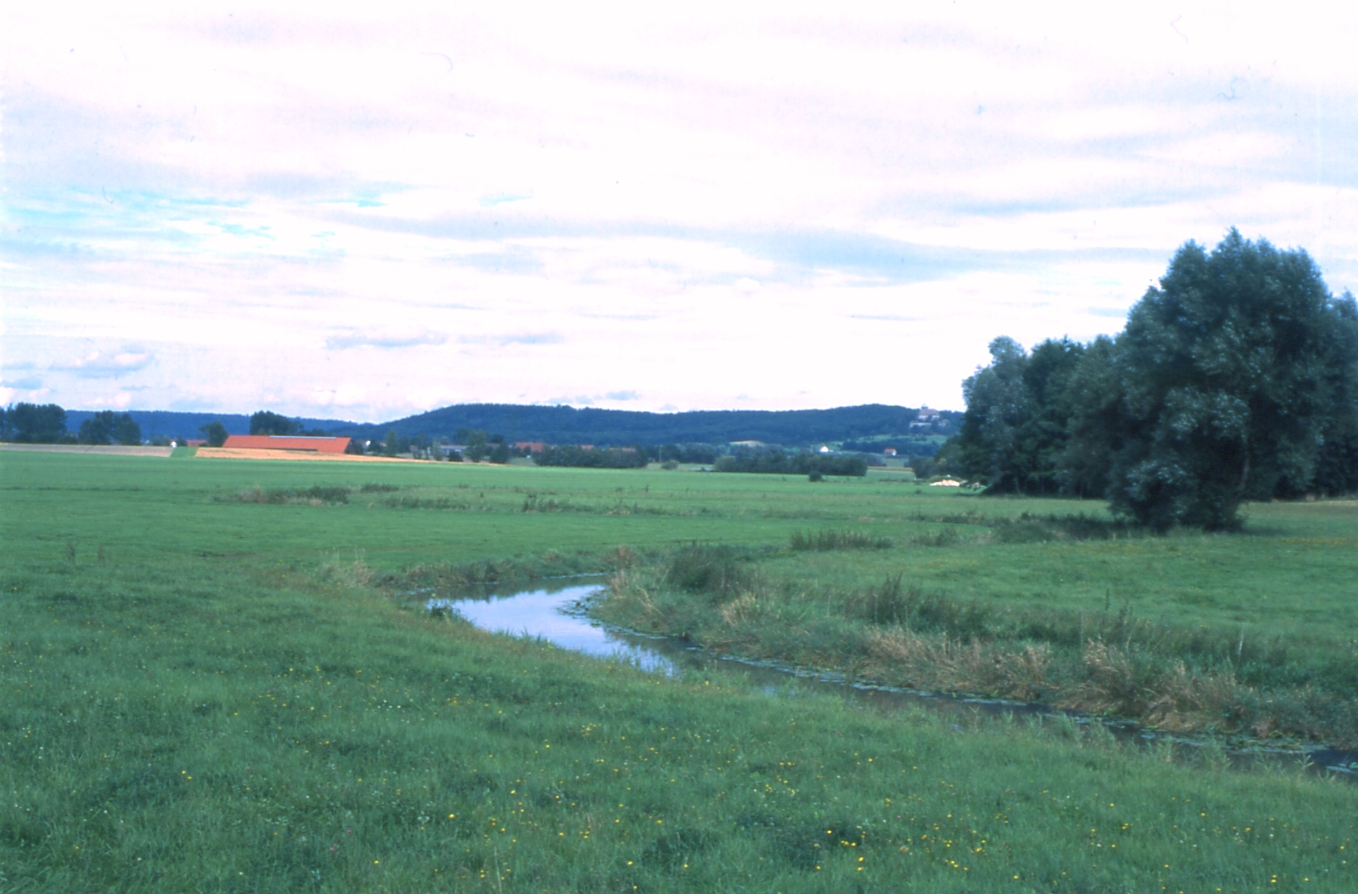
Altmühl oberhalb von Leutershausen, Blick zur Frankenhöhe

Im oberen Drittel ist sie ein in einem breiten Tal langsam fließender Wiesenfluss. Die Landschaft ist flach, leicht hügelig und der Grund besteht im Wesentlichen aus Gesteinen der Keuperzeit, hier hauptsächlich Kalk- und Tonsteine. Der Tonstein dichtet den Untergrund ab, deshalb ist die Altmühl im Oberlauf ein nicht allzu breiter Bach.
In ihrem Mittellauf fließt die Altmühl im Norden und Osten am Altmühlsee bei Gunzenhausen vorbei. Das Flussbett wurde hier beim Bau des Altmühlsees in den 1980er Jahren neu geschaffen. Am Südufer des Altmühlsees quert der Flusslauf unterirdisch den Altmühlüberleiter.
Nur bei Hochwasser gelangt Wasser von der Altmühl über den Altmühlzuleiter in den als Reservoir für die Donau-Main-Überleitung angelegten Altmühlsee. Dieser See ist als Vogel- und Naturschutzgebiet ausgewiesen. Das aus dem See entnommene Wasser fließt durch den Tunnel des Altmühlüberleiters zunächst in den Kleinen Brombachsee und damit ins Flusssystem der Regnitz nördlich der kontinentalen Wasserscheide. Das Regnitzwasser fließt letztlich über den Main in den Rhein, so dass mit der Überleitung eine künstliche Flussbifurkation angelegt wurde.

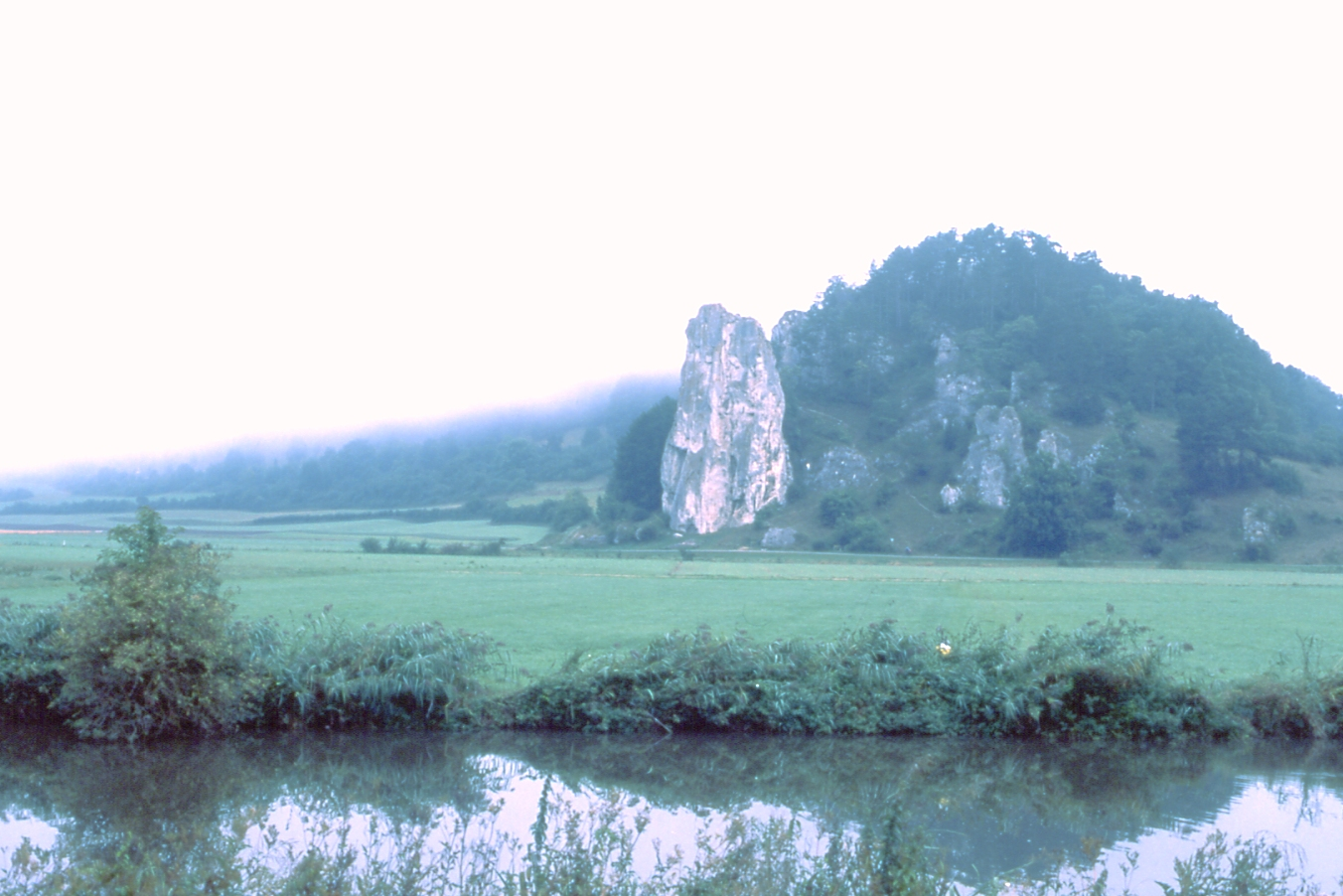
Altmühltal beim Burgstein bei der Bubenrother Mühle im Morgendunst

Ab Treuchtlingen fließt die Altmühl in ihrem Unterlauf durch die fränkische Juraplatte, in deren verkarstendem Kalkgestein sie sich ein enges Tal gegraben hat. An den steilen Talhängen stehen hier zuweilen bizarre Felsformationen. Besonders gut sind etwa 20 m über dem Flussniveau liegende, kesselförmige Auswaschungen bei der Ortschaft Eßlingen zu erkennen.

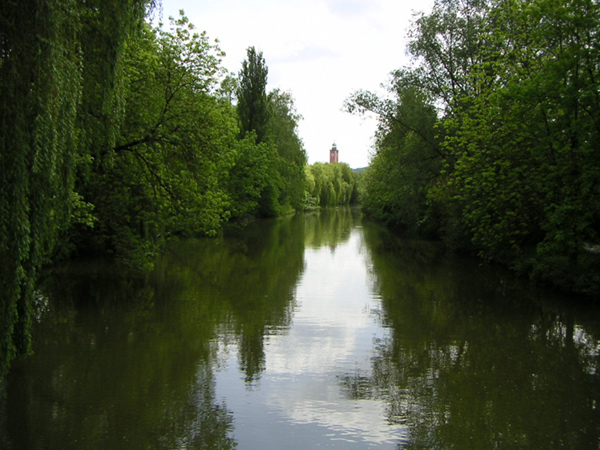
Altmühl bei Eichstätt

Ab Dollnstein wird das Jura-Durchbruchstal plötzlich sehr viel breiter. Ab hier fließt die Altmühl nämlich durch ein früheres Tal der größeren Donau. Bei Rennertshofen zweigt dieses „Urdonautal“ vom heutigen Donautal ab; in dem Abschnitt, wo noch nicht die Altmühl in ihm fließt, sondern nur kleine Bäche, wird es Wellheimer Trockental genannt.

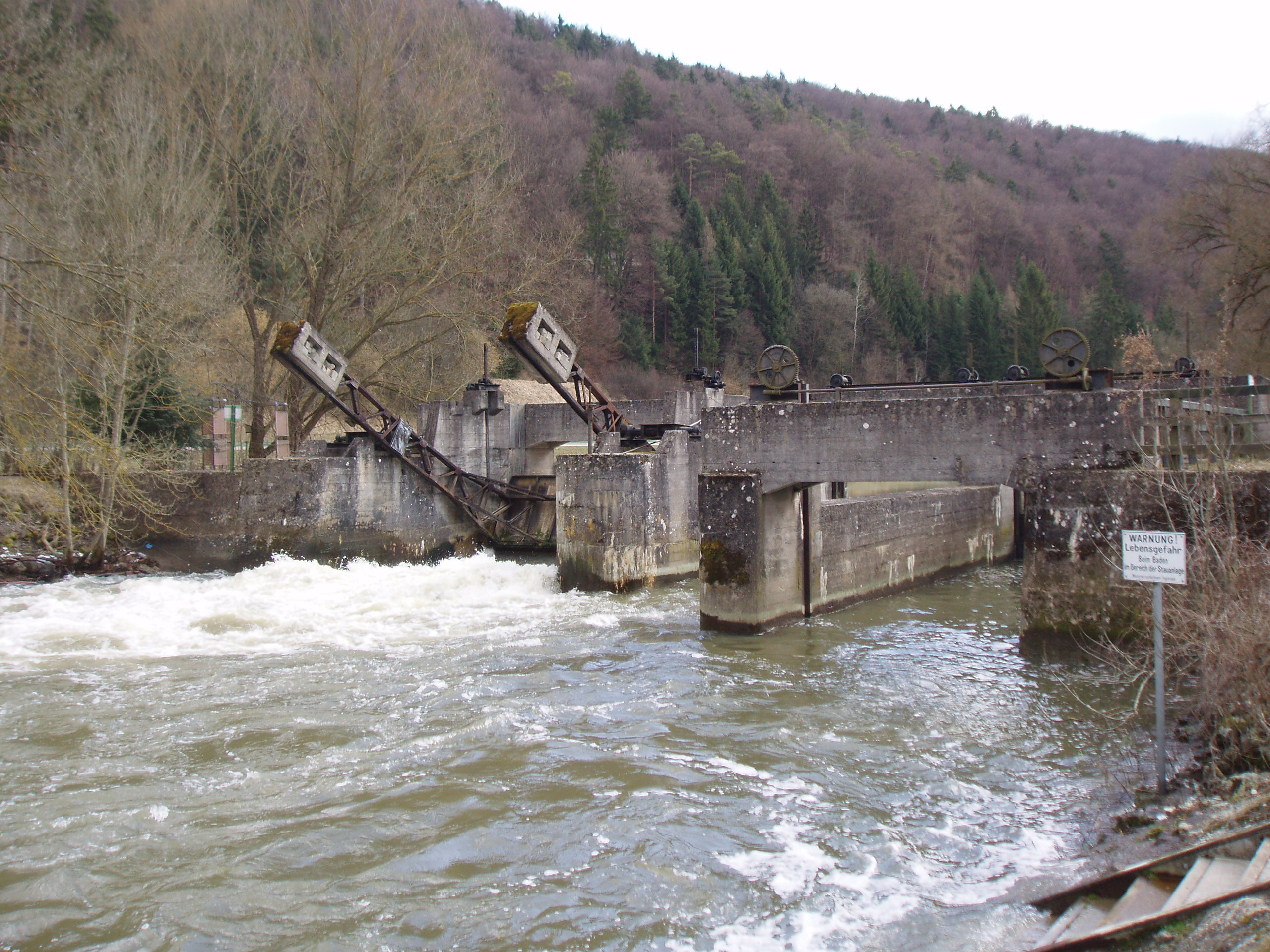
Altmühl-Wehre Walting von 1927/28 der Firma J. M. Voith

Ab dem Jahr 1910 wurde der Lauf des Flusses von Unterwurmbach an abwärts begradigt und mit zahlreichen Wehranlagen reguliert, wodurch viele Altwässer abgeschnitten wurden. Mittlerweile sind einige der Regulierungsmaßnahmen wieder rückgängig gemacht worden, wie zum Beispiel beim Treuchtlinger Ortsteil Graben und kurz vor Eichstätt bei Wasserzell.
Entlang der Altmühl verläuft der gut markierte und recht gut eingerichtete Altmühltalradweg. Auf dem Fluss selbst kann gefahrlos Kanu gefahren werden.

## Main-Donau-Kanal
Ihr unterster Lauf ab Dietfurt an der Altmühl wurde in der Mitte des 19. Jahrhunderts mit 10 Staustufen zu einem Teil des Ludwig-Donau-Main-Kanals ausgebaut. Die gleiche Trasse nutzte man 1975 bis 1991 zum Bau des Main-Donau-Kanals, einer Großschifffahrtsstraße mit Staustufen in Riedenburg und Kelheim. Erstmals bei einem Wasserstraßenbauvorhaben in Europa stellte man dabei landschaftspflegerische Begleitpläne für ökologische Maßnahmen auf, um Ersatz für die Eingriffe in Natur und Landschaft zu schaffen; dafür wurden 15 % der Kanalbaukosten aufgewendet. Trotz allem gab es massive Eingriffe in die Natur und Nachteile für Fauna und Flora.
Die Altmühl mündet unterhalb von Kelheim in die Donau bei Donaukilometer 2411,54. Die gut 34 Kilometer lange Altmühlstrecke ist in die Bundeswasserstraße Main-Donau-Kanal einbezogen; zusätzlich sind noch 580 Meter Altmühl von oberhalb des Wehres Dietfurt bis zum MDK Bundeswasserstraße.

## Abflussmenge

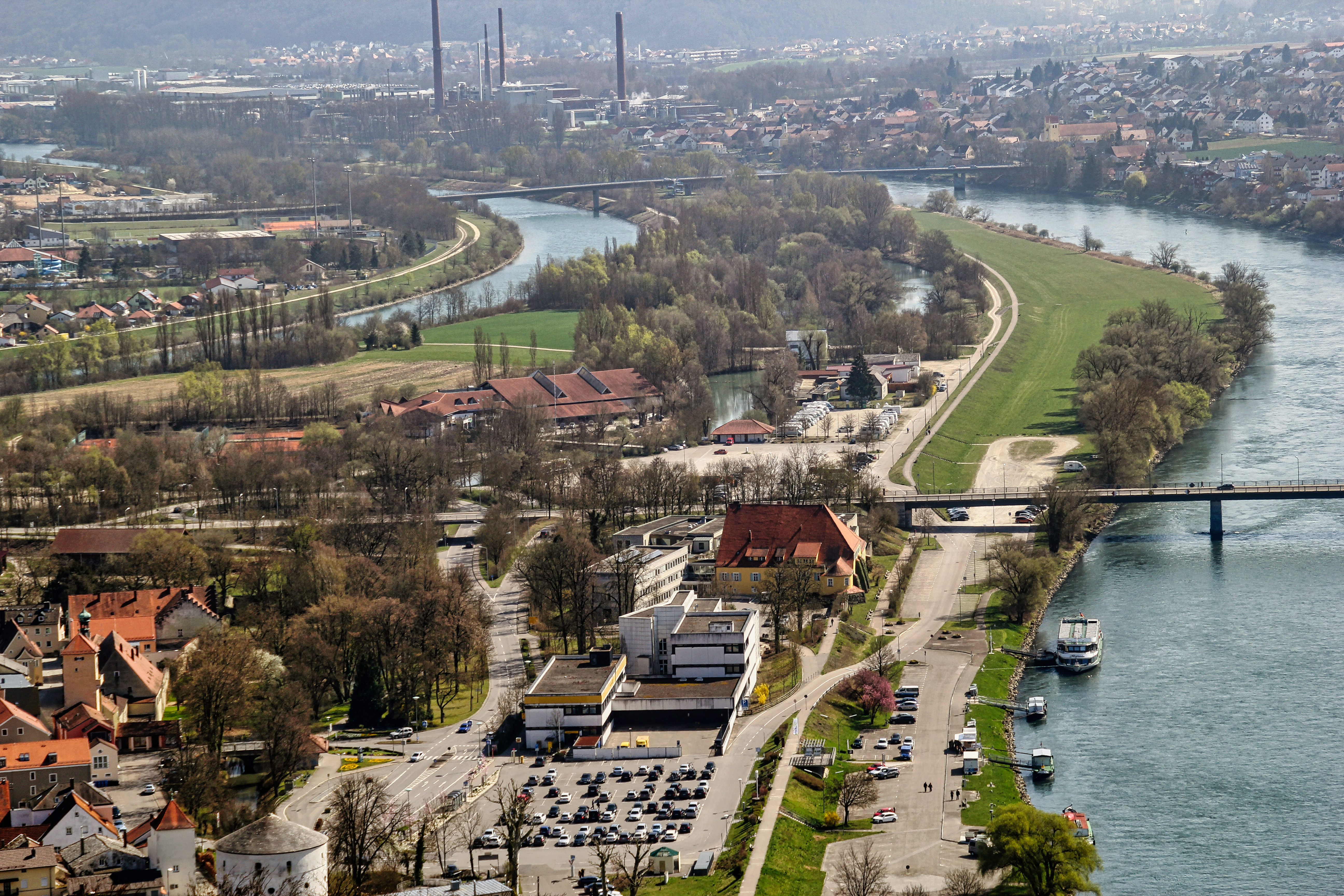
Die Altmühl (links) mündet in Kelheim in die Donau (rechts). In der Mitte der Landzunge zwischen den Flüssen erkennt man die sogenannte Kleine Donau.

An der Mündung hat die Altmühl einen mittleren Abfluss von 24,3 Kubikmeter Wasser pro Sekunde; winters sind es rund 34 m³/s und sommers rund 16 m³/s.

## Hochwasser
Am häufigsten führt die Altmühl im Spätwinter Hochwasser. Hochwassermarken an Gebäuden in größeren Orten entlang der Altmühl dokumentieren bedeutende Hochwässer früherer Zeiten. Seit dem Bau des Altmühlsees bei Gunzenhausen hat sich die Hochwassergefahr deutlich verringert, weil diese Talsperre das Hochwasser der oberen Altmühl auffängt und es im Laufe des Jahres langsam über die Regnitz an das wasserärmere Maingebiet abgibt.

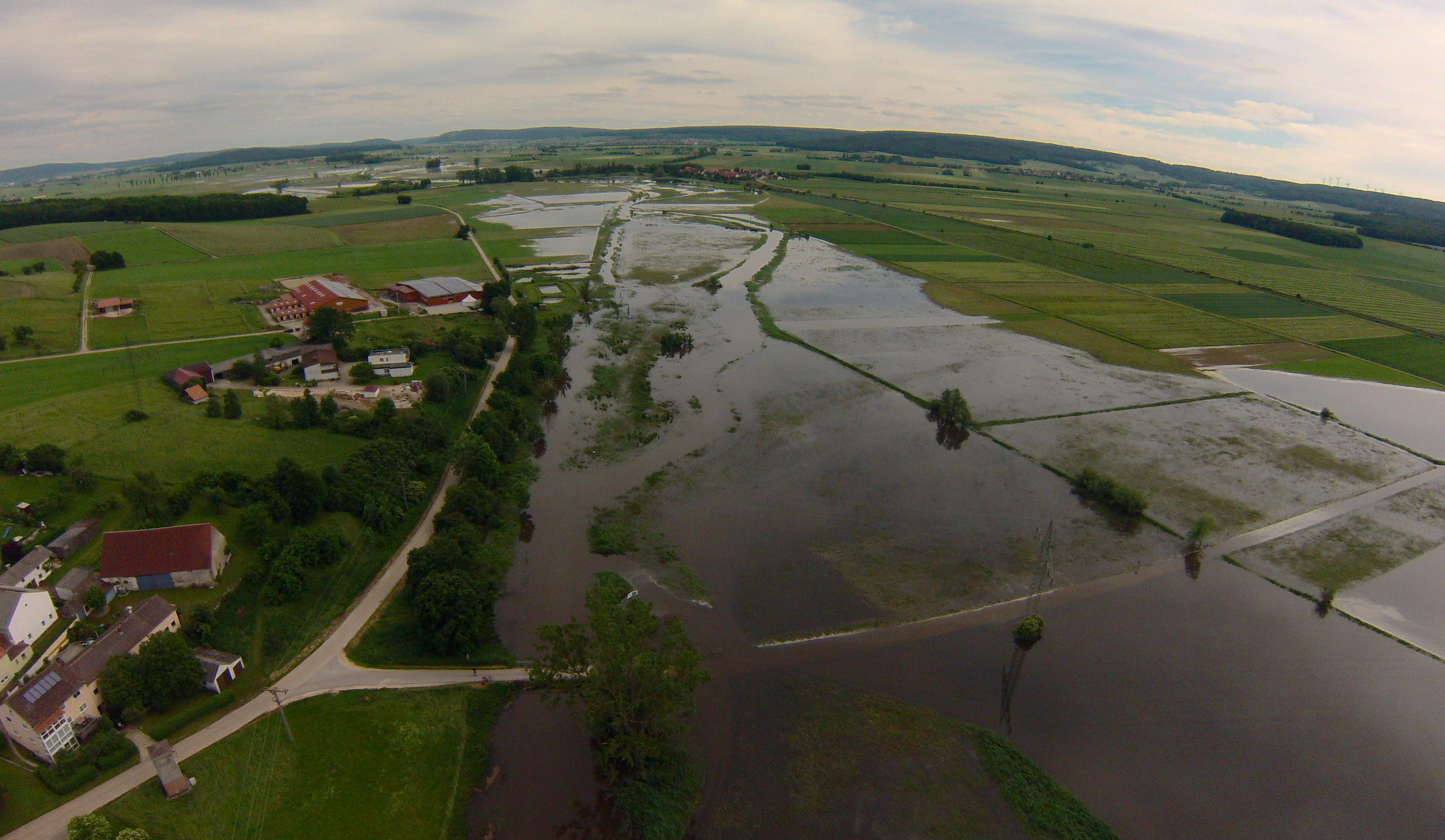
Die Altmühl während eines der heute selten gewordenen Hochwasser im Juli. Luftaufnahme bei Gundelsheim (2013)

## Tourismus
Die Altmühl ist ein beliebter Bootswanderfluss für Flusspartien mit dem Kanu. Wegen ihrer Sauberkeit und ihrer niedrigen Fließgeschwindigkeit gibt es in ihrem Verlauf etliche Flussschwimmbäder, beispielsweise bei Leutershausen und bei Ornbau.

## Nebenflüsse
- Wieseth (rechts, Ornbau)
- Gailach (rechts, Mörnsheim)
- Schwarzach (links, Kinding)
- Sulz (links, Beilngries)
- Weiße Laber (links, Dietfurt an der Altmühl)

## Städte, Gemeinden und Orte am Fluss
Die Gebiete der folgenden Städte und Gemeinden werden von der Altmühl durchflossen oder berührt. Genannt werden bei ihnen zusätzlich alle Ortsteile – darunter gegebenenfalls auch die Hauptorte – welche am Fluss liegen beziehungsweise dass die Gemeinde nur Gebietsanlieger ohne jeden Ort am Lauf ist. Die Reihenfolge ist nach erstem Eintritt oder erster Berührung des Gemeindegebietes und innerhalb der Gemeinden strikt flussabwärts. Da die Altmühl gelegentlich auch Gemeindegrenze ist und auch mehrfach in dieselbe Gemeinde eintritt, können zuweilen die ersten Ortsteile folgender Gemeinden vor den letzten des vorangehenden am Gewässer liegen. Eine genauere Übersicht liefert die BayernAtlas-Karte unten bei den → Weblinks.
- Landkreis Neustadt an der Aisch-Bad Windsheim
  - Burgbernheim (keine an der Altmühl liegenden Orte)

- Landkreis Ansbach
  - Windelsbach mit den Ortsteilen Hornau und Burghausen
  - Colmberg mit den Ortsteilen Binzwangen, Oberfelden, Unterfelden, Bieg und Meuchlein
  - Leutershausen mit den Ortsteilen Frommetsfelden, Höchstetten, Pfetzendorf, Zweiflingen, Erndorf, Jochsberg, Wolfsmühle, der Stadt Leutershausen, den Ortsteilen Sachsen, Görchsheim, Rauenbuch und Weißenmühle
  - Aurach (keine an der Altmühl liegenden Orte)
  - Herrieden mit den Ortsteilen Niederdombach, Neunstetten (mit der Altmühle), Mühlbruck, der Stadt Herrieden und den Ortsteilen Stegbruck, Winn und Leutenbuch
  - Bechhofen mit den Ortsteilen Thann, Weidendorf, Großenried und Kleinried
  - Burgoberbach (keine an der Altmühl liegenden Orte)
  - Ornbau mit den Ortsteilen Haag, Oberndorf, der Stadt Ornbau (mit der jenseits stehenden Stadtmühle) und Gern

- Landkreis Weißenburg-Gunzenhausen
  - Muhr am See mit dem Hauptort Muhr
  - Gunzenhausen mit den Ortsteilen Schlungenhof, der Stadt Gunzenhausen, Aha und Unterasbach
  - Dittenheim mit den Ortsteilen Windsfeld und Ehlheim
  - Theilenhofen mit dem Ortsteil Gundelsheim an der Altmühl
  - Meinheim (keine an der Altmühl liegenden Orte)
  - Alesheim mit den Ortsteilen Fischerhaus, Trommetsheim und Lengenfeld
  - Markt Berolzheim (keine an der Altmühl liegenden Orte)
  - Treuchtlingen mit den Ortsteilen Bubenheim, Zollmühle, Graben, Gstadt, der Stadt Treuchtlingen und den Ortsteilen Kästleinsmühle und Dietfurt
  - Pappenheim mit der Stadt Pappenheim und dem Ortsteil Zimmern
  - Solnhofen mit dem Hauptort Solnhofen und dem Ortsteil Eßlingen

- Landkreis Eichstätt
  - Mörnsheim mit den Ortsteilen Altendorf und Hammermühle
  - Dollnstein mit den Ortsteilen Hagenacker, Eisenhammer, Dollnstein, Bubenrothermühle, Breitenfurt, Attenbrunnmühle und Obereichstätt
  - Eichstätt mit den Ortsteilen Wasserzell, Rebdorf, Marienstein, Eichstätt, Pietenfeld an der Leithen und Landershofen
  - Walting mit den Ortsteilen Pfünz, Almosmühle, Inching, Brunnmühle, Walting, Rieshofen, Pfalzpaint und Gungolding
  - Kipfenberg mit den Ortsteilen Arnsberg, Regelmannsbrunn, Böhming, Kipfenberg, Grösdorf und Kemathen
  - Kinding mit den Ortsteilen Ilbling, Kinding, Unteremmendorf, Kratzmühle und Kirchanhausen
  - Beilngries mit den Ortsteilen Beilngries, Leising, Kottingwörth und Kottingwörthermühle

- Landkreis Neumarkt in der Oberpfalz
  - Dietfurt an der Altmühl mit den Ortsteilen Grögling, Töging, Griesstetten, Dietfurt und Einsiedel

- Landkreis Kelheim
  - Riedenburg mit den Ortsteilen Meihern, Deising, Untereggersberg, Oberhofen, Gundlfing, Haidhof, Riedenburg, Prunn, Nußhausen, Einthal und Pillhausen (Kastlhof)
  - Essing mit den Ortsteilen Weihermühle, Neuessing, Heidenstein, Altessing, Unterau und Oberau
  - Kelheim mit den Ortsteilen Gronsdorf, Kelheim und Kelheimwinzer